# Villa Kampen
Villa Kampen er en fredet bygning i Aarhus, der er blevet opført af arkitekten Hack Kampmann mellem 1901 og 1902, mens han arbejdede som kongelig bygningsinspektør i Nordjylland. Villaen ligger i kvarteret omkring Strandvejen nord for Marselisborg Slot. Den ligger ved siden af Havreballe Skov mod vest og med udsigt over Tangkrogen og Aarhus Bugt mod øst. Bygningen og grunden blev fredet den 2. marts 1983.
Den er opført i nationalromantisk stil.